# Rommelfangen
Rommelfangen ist ein Ortsteil der rheinland-pfälzischen Ortsgemeinde Merzkirchen im Landkreis Trier-Saarburg.

## Geografie
Das als Angerdorf angelegte Rommelfangen liegt in der nach Südwesten abfallenden Talmulde des Spirzinger Bachs 1,81 km (Entfernungen als Luftlinie von Kirche zu Kirche) westnordwestlich von Merzkirchen, 1,37 km nordwestlich von Dittlingen und 1,42 km nördlich von Südlingen, womit auch die nächstliegenden Orte genannt sind, die alle zur Gemeinde Merzkirchen gehören. Die Ortschaft befindet sich am Osthang des Saargaues an der Grenze zum Saarland. Die Grenze zur nordwestlichen Nachbargemeinde Wincheringen (Ortsteil Bilzingen) liegt in nur 490 m Entfernung, diese Grenze verläuft genau auf der hier verlaufenden alten Römerstraße von Trier nach Metz, Abschnitt Tawern – Nennig.
Die höchsten Erhebungen im nahen Umkreis sind
- das Ihlknöpfchen (etwa 400 m ü. NHN) im Nordosten
- das Birkenknöpfchen mit dem Rommelfanger Berg an seinem Südwesthang (etwa 420 m ü. NHN) im Osten

Die umgebende Landschaft wird landwirtschaftlich genutzt und ist geprägt von Weideland, Ackerflächen und Streuobstwiesen. In Teilen der Gemarkung bedeckt Keuper den darunter liegenden Muschelkalk.
Der westliche Teil der Ortsgemarkung liegt im FFH-Gebiet Kalkwälder bei Palzem (Gebietsnummer 6404-305). Er ist bewaldet.

### Spirzinger Bach
Der Name des Baches, an dessen Ostseite der Ort liegt, ist Spirzinger Bach, auch Sprinkelbach. Er entspringt etwa 470 m nordöstlich der Ortslage, unterquert nördlich davon die Wege nach Bilzingen und zum Rommelfanger Berg und verlässt das Gemeindegebiet bei Ahlersfels, wo er die K 116 von Südlingen nach Helfant unterquert. Es folgen Unterquerungen der K 115 (Esingen – Helfant) und der K 111 (Palzem – Helfant). An der Helfanter Mühle fließt er unter der B 419 durch und mündet unmittelbar danach in den von Helfant kommenden Helterbach, der sich nach 1,45 km südlich von Wehr in die Mosel ergießt. Nun hat der Spirzinger Bach insgesamt etwa 6 km zurückgelegt.

## Geschichte
Die Nähe der Römerstraße lässt vermuten, dass römische Ansiedlungen im wasserreichen Tal angelegt wurden. Die Vermutung wird bestätigt durch Funde römischer, aber auch fränkischer Ansiedlungen in den Fluren Oed und Dörrwies, die der damalige Lehrer Gilles in einer Karte dokumentiert hat, die im Landesmuseum Trier archiviert ist. Unter dem Namen Ramelvenge wurde der Ort im Jahre 1200 im Hofregister des Simeonstiftes aufgeführt. Erzbischof Hillin von Trier (siehe auch → Hillin in Südlingen) schenkte dem Kloster St. Marien in Trier im Jahre 1158 einige Höfe mit ihren Ländereien, die um den heutigen Ortskern verteilt lagen/liegen: Höfe auf den Fluren Mortengärten (auch Houf oder An Hof), Bei der Dö(ü)rrwies, Im Weissenland und zwei weitere Grundstücke. Erstaunlich ist, dass zwischen dem 14. und 19. Jahrhundert mindestens zehn Herren ihre Besitztümer in Rommelfangener Gebiet hatten, darunter auch Papst Alexander III. im 12. Jahrhundert.  Während der Französischen Revolution kamen 1792 die Franzosen in die Gegend. Auf dem Birkenknöpfchen und dem Ihlknöpfchen sind heute noch Reste der Schanzen zu finden, die die Bewohner 1794 zur Abwehr der Franzosen angelegt hatten.
Am 18. Juli 1946 wurde die damalige Gemeinde Rommelfangen gemeinsam mit weiteren 80 Gemeinden der Landkreise Trier und Saarburg dem im Februar 1946 von der übrigen französischen Besatzungszone abgetrennten Saargebiet angegliedert, das zu der Zeit nicht mehr dem Alliierten Kontrollrat unterstand. Am 6. Juni 1947 wurde diese territoriale Ausgliederung bis auf 21 Gemeinden wieder zurückgenommen, damit kam Rommelfangen an das 1946 neugebildete Land Rheinland-Pfalz.
Am 16. März 1974 wurde die bis dahin eigenständige Gemeinde Rommelfangen zusammen mit fünf weiteren Gemeinden zur Ortsgemeinde Merzkirchen in Form einer Neubildung zusammengefasst.
Vor der Neubildung der Gemeinde hatte Rommelfangen 78 Einwohner.

## Politik

### Ortsbezirk
Rommelfangen ist gemäß Hauptsatzung einer von sieben Ortsbezirken der Ortsgemeinde Merzkirchen. Der Bezirk umfasst das Gebiet der ehemaligen Gemeinde. Auf die Bildung eines Ortsbeirats wurde verzichtet. Die Interessen des Ortsbezirks werden von einem Ortsvorsteher vertreten.
Dieter Rauen wurde am 11. September 2024 Ortsvorsteher von Rommelfangen. Bei der Direktwahl am 9. Juni 2024 war er als einziger Bewerber mit einem Stimmenanteil von 75,7 % für fünf Jahre gewählt worden.
Sein Vorgänger war Stefan Samson.

### Wappen
| Wappen von Rommelfangen | Blasonierung: „Im Schildhaupt auf Silber ein rotes Kreuz. Darunter in Blau ein silberner Pflug.“ |
| Wappen von Rommelfangen | Wappenbegründung: Das rote Kreuz steht für die langjährige Zugehörigkeit des Ortes zu Kurtrier. Der Pflug deutet die Landwirtschaft als Haupterwerbsquelle der Bewohner an. Das Wappen wurde 1967 eingeführt und stammt von Ernst Steffny. |

## Sehenswürdigkeiten

### Kapelle St. Isidor

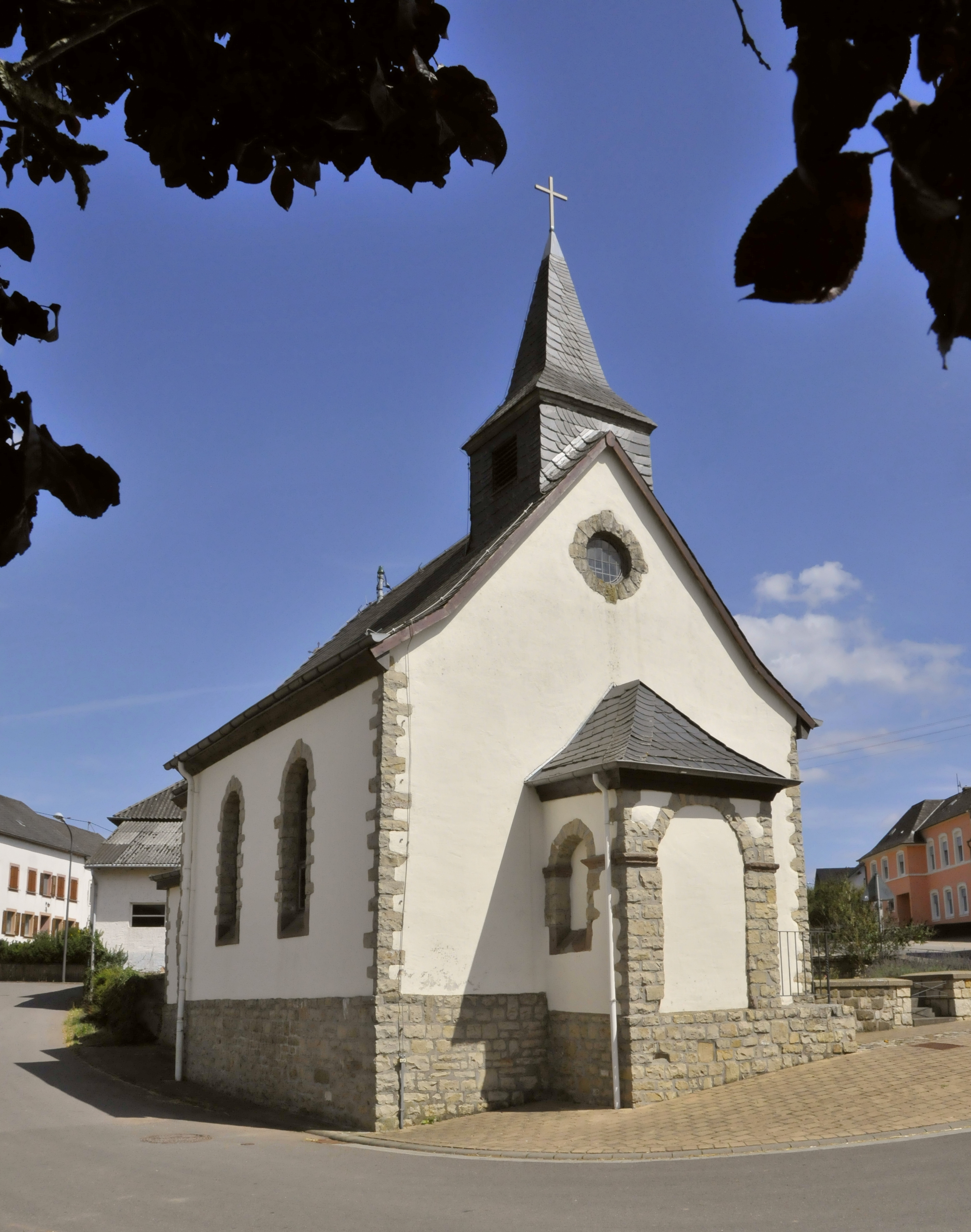
Dorfkirche St. Isidor

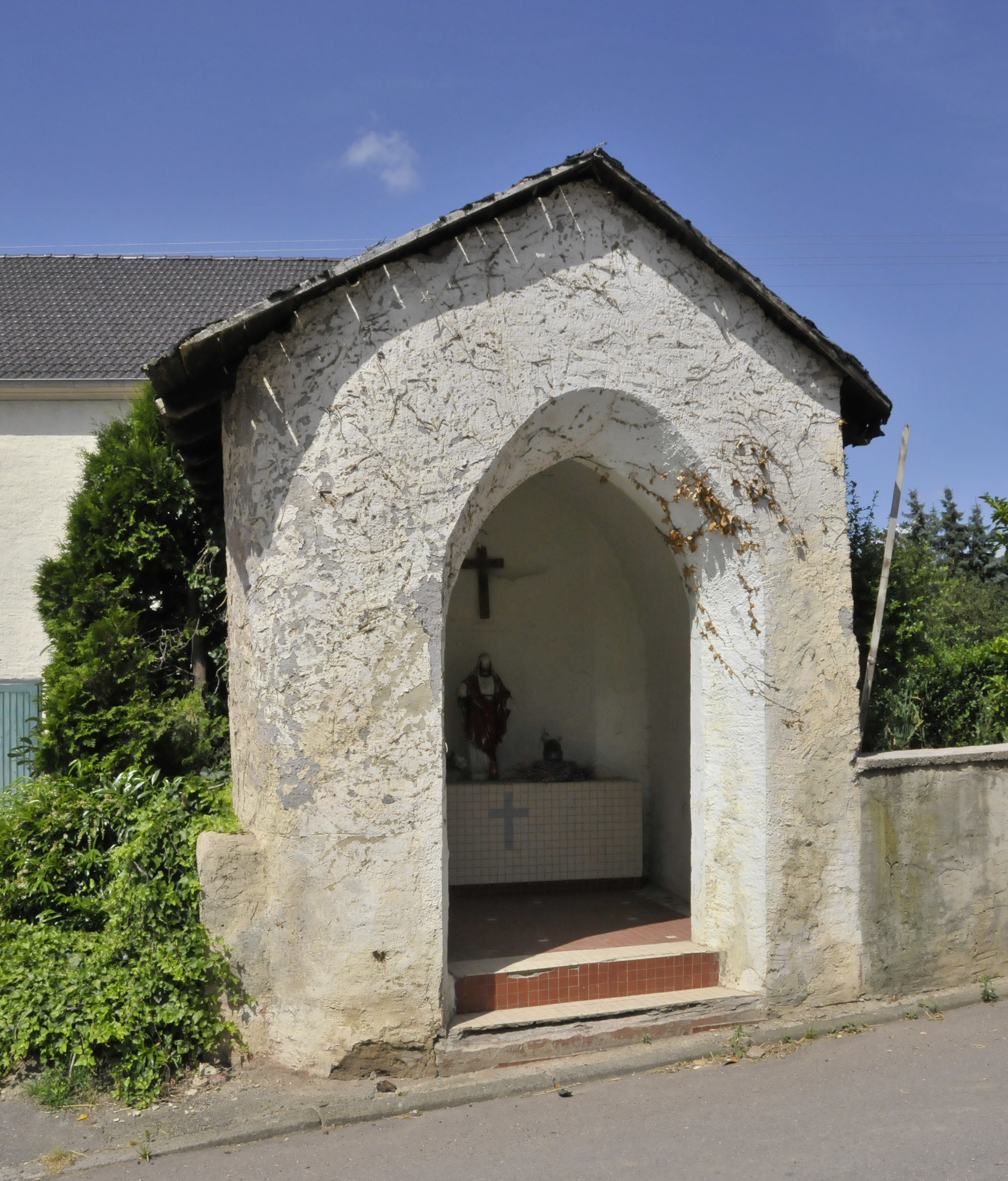
Wegekapelle

Erst 1921 konnte der Gemeinderat von Rommelfangen den Beschluss zum Bau einer Kirche fassen, der letzten Filialkirche von Merzkirchen. Das war zwar schon 1862 geplant gewesen, wurde jedoch wegen Geldmangel abgelehnt. Da die Kirchgemeinde keinen Bedarf sah, in den Neubau zu investieren, übernahm die Zivilgemeinde die Kosten. Nach der Stiftung des Bauplatzes durch die Rommelfangener Geschwister Nikolaus Weyer wurde mit dem Bau begonnen, obwohl die Baugenehmigungen des Generalvikariats, des Landrats und des Regierungspräsidenten noch nicht vorlagen. Im Zweiten Weltkrieg wurde die Kirche zerstört, 1961 allerdings wieder aufgebaut.
Der Bau hat vier Teile: Eingangshalle, Kirchenschiff, Chorraum, Sakristei. Eine kleine Eingangsvorhalle (Windfang) mit drei Stufen ist dem Schiff am Westgiebel vorgebaut und hat die Maße 7 m breit und 2,30 m tief. Sie hat ein kleines Fenster in der Wand gegenüber dem Treppenaufgang. Das Schiff ist etwa 5,50 m breit und 6,70 m lang und hat eine Mauerstärke von 80 cm. Jeweils zwei Rundbogenfenster in den Seitenwänden erhellen das Innere. Es schließt sich durch einen Rundbogen ein auf 3,80 m Breite eingezogener Chor mit jeweils einem Fenster in der Nord- und Südwand an, in dessen Apsis der Durchgang zur Sakristei am Ostende der Kirche ist. Diese ist innen 2,40 m im Quadrat groß und hat ebenfalls zwei Fenster. Hier hängt ein 85 cm hohes Kruzifix vom Ende des 19. Jahrhunderts. Die Gesamtlänge der Kirche beträgt 16,50 m, die größte Breite (Schiff) 7 m. Kirchenschiff und Chor sind durch eine Betbank getrennt. Die ursprüngliche Kirche hatte keinen Windfang und keine Sakristei. Über dem Eingangsgiebel erhebt sich ein verschieferter Dachreiter mit pyramidenförmigem Helm. Das Schiff birgt zehn Reihen moderner Bänke, die auf Eichenparkettboden stehen. Chor und Sakristei haben Terrazzoböden. Die Kapelle wurde außen 1989 und innen 1990 renoviert. Zur finanziellen Unterstützung der Renovierung 1990, deren Kosten von 155.000 DM mit 70 Prozent vom Bistum bezuschusst wurde, veranstaltete die Freiwillige Feuerwehr des Dorfes ein großes Dorffest am 8. Juli 1990. Die Glocke für die Kapelle wurde bereits 1917 von der Glockengießerei Mabilon gegossen. Sie wiegt 50 kg und hat den Ton c. Sie läutet heute noch zu besonderen Anlässen.
Der hölzerne Altar stammt vom Speicher der Merzkirchener Kirche und wurde 1923 restauriert. Der Unterbau („Stipes“) ist blockförmig und hat eine dreiteilige aufgemalte vertiefte Felderung. Auf dem Altarblock liegt eine Leuchterbank mit einem mittig aufgebrachten Postament für die hölzerne Muttergottes-Skulptur, die von zwei knienden Leuchterengeln flankiert wird. Maria ist als Himmelskönigin mit Krone und Zepter dargestellt, die auf der linken Hand das Christuskind trägt. Diese Statue sowie die Leuchterengel stammen ebenfalls aus Merzkirchen. Vor dem Postament steht das Altarkreuz aus Messing, teilweise versilbert und verzinnt.
Neben dem Chorrundportal steht auf der nördlichen Seite eine 87 cm hohe barocke Elisabeth-Skulptur aus Holz, die in 2010 neu gefasst wurde. Ihr gegenüber, an der südlichen Portalseite, steht eine fast gleich große Skulptur des Don Bosco aus Terracotta, der seine Hände auf die Schultern zweier neben ihm stehender Kinder legt.
Zwischen den beiden nördlichen Schifffenstern befindet sich an der Außenwand eine 1,38 m hohe Gedenktafel für die Gefallenen und Vermissten der beiden Weltkriege, deren Namen in eine schwarze Marmorplatte eingraviert sind.
Die Kapelle ist dem heiligen Isidor geweiht. Leider konnte bislang nicht festgestellt werden, ob Isidoros von Chios oder Isidor von Madrid oder Isidor von Sevilla gemeint war. Alle drei sind Heilige.

### Weitere Sehenswürdigkeiten
Obwohl das Dorf recht klein ist, hat es außer der Kapelle noch ein paar mehr oder weniger sehenswerte Besonderheiten aufzuweisen.
- Wegekreuze:
  - Altarkreuz (1855) im Flurstück In der Fuhrt (Lage→) Dieses Altarkreuz steht westlich der Ortslage am Hangfuß und Waldsaum nördlich des Weges nach Helfant. Der kubische Sockel mit dem Stiftungsjahr 1855 ist in die Erde eingelassen. Ein Schriftfeld auf dem Sockel ist darüber 2 cm erhaben, es trägt das Stiftungsjahr 1855 und den Namen der Stiftungsfamilie Bösen. Darauf steht das  schlichte Schaftkreuz, wie das gesamte Kreuz weiß angestrichen. Am Schaftrelief befindet sich das Lamm Gottes ohne Kopf, darüber ein einfaches Balkenkreuz mit einem Korpus aus Porzellan. Es könnte sich um einen Prozessionsaltar handeln.
  - Hilligenskreuz (1681) im Flurstück Buchwald am Feldweg nach Helfant
  - (ohne Name) (um 1870) Bruchstücke in einer eingezäunten Viehweide
  - (ohne Name) (1868) Flur Opp der Straß
  - (ohne Name) (1859) Flur Opp der Straß (Lage→) Diese, vom Sockel gefallene, neugotische Stele ohne Abschlusskreuz steht an der ehemaligen Gemarkungsgrenze zu Körrig, an der Kreuzung der K 112 mit der L 134. In der Steintafel eingearbeitet sind die Symbole für Glaube, Liebe, Hoffnung. Die Inschrift ist nicht lesbar.
- Wegekapelle (Lage→): Modernisierte, in Privatbesitz befindliche Kapelle wenige Meter nordwestlich der Kirche, Baujahr um 1900
- Alte Schanze auf dem Ihlknöpfchen (Lage→)

## Wirtschaft und Infrastruktur

### Wirtschaft
Haupteinnahmequellen der Bewohner sind die Landwirtschaft und die Beschäftigung in Betrieben der größeren umliegenden Orte.

### Verkehr
Durch den Ort führt die K 112 (Tawern – Esingen), von der in der Ortslage Wege nach Merzkirchen, Bilzingen und Dittlingen abzweigen.